# Хердерн (Тургау)
Хердерн (нем. Herdern) — коммуна в Швейцарии, в кантоне Тургау.
С 2011 года входит в состав округа Фрауэнфельд (ранее входила в округ Штекборн). Население составляет 922 человека (на 31 декабря 2007 года). Официальный код — 4811.